# Мухоловка бура
Мухоло́вка бура (Muscicapa dauurica) — вид горобцеподібних птахів родини мухоловкових (Muscicapidae). Мешкає в Азії.

## Опис

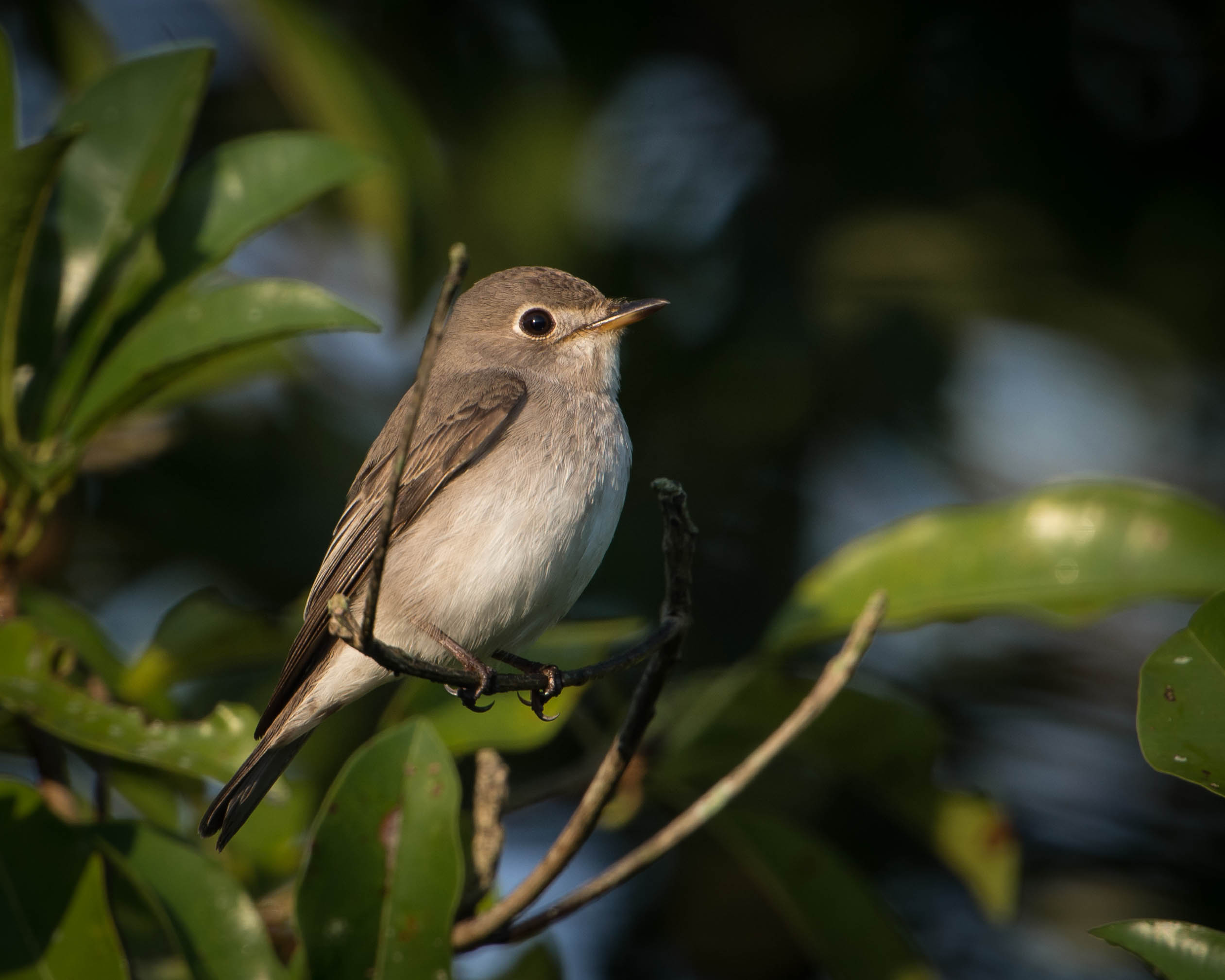
Бура мухоловка

Довжина птаха становить 12-14 см, вага 8-16 г. Довжина хвоста становить 5 см. Верхня частина тіла темно-сіро-коричнева, з віком стає більш сірою. Нижня частина тіла білувата, боки коричневі. Дзьоб відносно довгий. Дзьоб міцний, темний, знизу біля основи блідий. Навколо очей білі кільця. Виду не притаманний статевий диморфізм.

## Підвиди
Виділяють три підвиди:
- M. d. dauurica Pallas, 1811 — від Центрального Сибіру і північної Монголії до Сахаліну, Японії і Кореї;
- M. d. poonensis Sykes, 1832 — Гімалаї (від північного Пакистану до Бутану);
- M. d. siamensis (Gyldenstolpe, 1916) — від південно-східної М'янми до північно-західного Таїланду, також на півдні центрального В'єтнаму.

Індокитайська мухоловка раніше вважалася підвидом бурої мухоловки, однак була визнана окремим видом.

## Поширення і екологія
Бурі мухоловки гніздяться в Сибіру та у Північно-Східній Азії, а також в Гімалаях і Південно-Східній Азії. Взимку вони мігрують до Південної і Південно-Східної Азії. Бродячі птахи спостерігалися в Європі. Бурі мухоловки живуть у відкритих широколистяних і мішаних лісах, на узліссях і галявинах, в рідколіссях, в парках і садах, часто поблизу води. Зустрічаються поодинці, на висоті до 1800 м над рівнем моря, в Гімалаях на висоті від 900 до 1800 м над рівнем моря. Живляться комахами, на яких чатують, сидячи на відкритому місці. Після того, як птахи спіймають комаху, вони повертаються до свого сідала. Гніздо чашоподібне, робиться з трави і моху, маскується лишайниками і корою, розміщується на дереві. В кладці від 4 до 5 яєць. Насиджують самиці.